# Akihabara Radio Kaikan
Akihabara Radio Kaikan (秋葉原ラジオ会館 Thu Diệp Nguyên Radio Hội quán, Hội trường Đài phát thanh Akihabara), là một tòa nhà thương mại ở Tokyo và là một trong những địa danh nổi tiếng nhất ở quận Akihabara. Radio Kaikan gần đây được xây dựng vào năm 2014 sau khi tòa nhà cũ bị phá bỏ vào năm 2011. Công trình nay cao 46,5 m, có tất cả là 10 tầng tính từ tầng trệt và có hai tầng hầm. Tòa nhà hiện tại chủ yếu là nơi chứa những tiệm bán đồ dành cho giới otaku.
Công trình 8 tầng cũ được xây dựng vào tháng 11 năm 1962 trở thành tòa nhà cao tầng đầu tiên ở Akihabara. Tòa nhà này trở thành nơi tập trung các cửa hàng điện tử bán đủ loại đồ linh kiện và phụ tùng. Sau khi văn hóa otaku bắt đầu hình thành ở Akihabara, những tiệm bán đồ dành cho otaku đều chuyển sang Radio Kaikan.
Năm 2010, giới chức Tokyo bày tỏ sự lo ngại về tính toàn vẹn cấu trúc của Radio Kaikan do tuổi thọ lâu năm của tòa nhà này. Công trình bị buộc phải đóng cửa để phá dỡ vào tháng 8 năm 2011 và thay vào đó là một tòa nhà mới được xây dựng ở ngay tại vị trí cũ.

## Ảnh hưởng văn hóa
- Tòa nhà này đóng một vai trò nổi bật trong loạt tác phẩm Steins;Gate.